# Issobell Young
Issobell Young (c.1565-1629) fue la esposa de un arrendatario que residía en el pueblo de East Barns en la parroquia de Dunbar, Lothian, Escocia. Fue juzgada, estrangulada y quemada en la hoguera en Castel Hill, Edimburgo en febrero de 1629 por supuesta brujería.

## De fondo
Issobell Young se casó con George Smith, un arrendatario que ocupaba una porción de tierra para cultivar que formaba parte de una propiedad más grande. Issobell vendía cosechas, cuidaba de los animales, crio cuatro hijos y administraba el hogar. La familia vivía en una casa grande con tierras y ganado, empleando a quince jornaleros para ayudar en las labores agrícolas y ganaderas. 
Los vecinos de Issobell la acusaron a menudo de expresar "patrones de agresión verbal y a veces física." Los lugareños creían que se dedicaba a la brujería para beneficio personal, para asegurarse un estatus más alto en la comunidad empujando a sus vecinos a la desgracia, desesperación, y pobreza. Ella rechazó tales afirmaciones, insistiendo en que era una "mujer honesta" y que cualquier desgracia que azotara a sus vecinos se debía únicamente a sus propias acciones, ociosidad o la condenación de Dios. Negó haber practicado nunca brujería y en cambio reclamó que los conflictos entre sus vecinos y ella eran de naturaleza ordinaria.
Sin embargo, George Smith, su marido, atestiguó en su contra en 1624 por "intentar matarle mediante magia después de discutir por un huésped desagradable."
El registro histórico indica que "cuarenta y cinco de sus vecinos y parientes, incluyendo su marido, testificaron en su contra, contando una historia que se extendía por cuatro décadas." Su marido testificó en su contra; un hijo la defendió. A pesar de su insistencia en que era una mujer cristiana buena y moral que no haría daño o desearía ningún mal a sus vecinos, fue considerada unánimemente culpable del único cargo, brujería. 
Fue sentenciada a muerte en Castel Hill, Edimburgo, donde fue estrangulada y quemada en la hoguera en febrero de 1629.